# Elza Fantová
Elza Fantová (provdaná Elza Bergmann-Fantová, 28. července 1886 Praha-Staré Město – 1969 Jeruzalém) byla česká farmaceutka a feministka, která se roku 1908 stala první ženou v Čechách, která dosáhla vysokoškolského farmaceutického vzdělání a zároveň první studentkou farmacie na Karlo-Ferdinandově univerzitě v Praze. Byla manželkou filosofa Samuela Hugo Bergmanna, se kterým se později rozvedla.

## Život

### Mládí
Narodila se do rodiny lékárníka PhMr. Maxe Fanty a jeho manželky Berty. O čtyři roky později se narodil její mladší bratr Otto. Otec vlastnil a provozoval lékárnu v domě U Kamenného beránka na Staroměstském náměstí, kromě toho Maxova tchyně Berta Sohrová dále zakoupila rodinám svých dcer Berty a Idy letní dům v Podbabě na předměstí Prahy. Matka Berta byla nadšenou organizátorkou literárních a společenských salonů. V rodinné lékárně a zdejší laboratoři se Elsa zaučovala a nabyla chemických znalostí.

### Farmaceutka

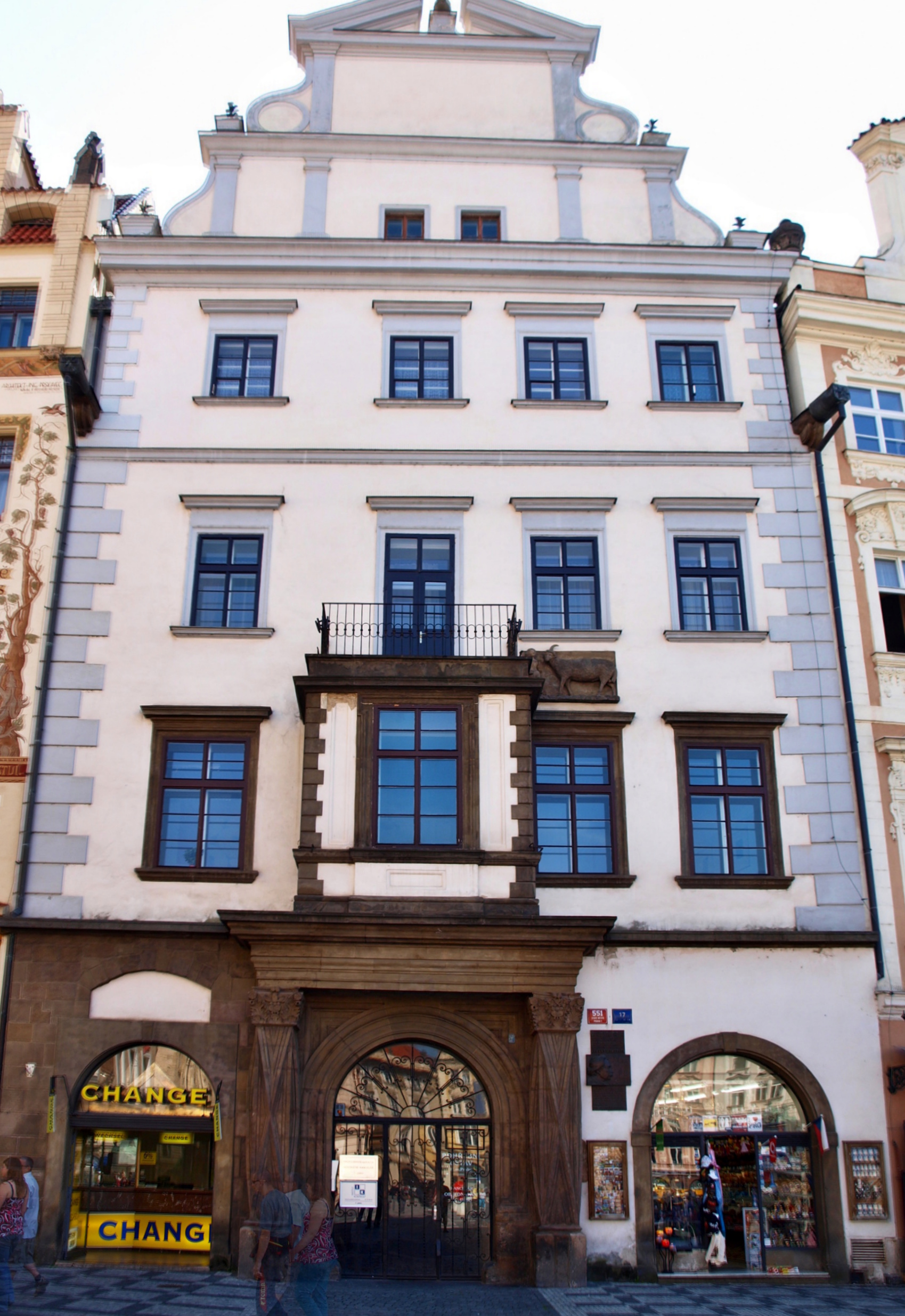
Dům U Kamenného beránka, zvaný také U Bílého jednorožce

V roce 1904 absolvovala německé dívčí lyceum v Praze. Poté nastoupila ke studiu farmacie na Německé Karlo-Ferdinandově univerzitě v Praze. Až do roku 1900 docházely dívky na přednášky na hospitační studium (bez statutu řádné posluchačky); v roce 1900 bylo novým zákonem dívkám umožněno skládat zkoušky za celou dosavadní dobu studia, řádné studium mohly ženy nastoupit až se vznikem Československa roku 1918. Fantová studium úspěšně zakončila roku 1908.

### Odchod do Palestiny
Téhož roku se provdala za filozofa Samuela Huga Bergmanna, který byl častým hostem salonů Berty Fantové. Po začátku první světové války narukoval Samuel Hugo Bergmann do armády a otec Max dočasně sloužil jako sanitář ve Vídni. Válka otřásla matčinou důvěrou v evropskou civilizaci a proto chtěla s Elsou a Samuelem emigrovat do Palestiny.  K tomu však již nedošlo, neboť Berta Fantová roku 1918 zemřela na záchvat mrtvice.
Manželé Bergmannovi odcestovali do britské mandátní Palestiny až po skončení války roku 1920, kde se Bergmann stal zakladatelem a prvním ředitelem Národní a univerzitní knihovny (1920–1938). Setkal se zde také s prezidentem Tomášem Garrigue Masarykem. V roce 1928 začal přednášet filosofii na Hebrejské univerzitě v Jeruzalémě, kde se roku 1935 stal profesorem. V letech 1935 až 1938 pak působil jako první rektor univerzity.
Manželství posléze prošlo krizí a bylo roku 1936 rozvedeno. Elza dožila v chudobě v Jeruzalémě.

### Úmrtí
Elza Fantová zemřela roku 1969 v Jeruzalémě ve věku 82 nebo 83 let a byla zde pravděpodobně také pohřbena.
Samuel Hugo Bergmann zemřel roku 1975.